# جول إم. ريد
جول إم. ريد (بالإنجليزية: Joel M. Reed)‏ هو منتج أفلام وكاتب وكاتب سيناريو ومخرج أمريكي، ولد في 29 ديسمبر 1933 في نيويورك في الولايات المتحدة.

## وصلات خارجية
- الموقع الرسمي
- جول إم. ريد على موقع IMDb (الإنجليزية)
- جول إم. ريد على موقع روتن توميتوز (الإنجليزية)
- جول إم. ريد على موقع ألو سيني (الفرنسية)
- جول إم. ريد على موقع أول موفي (الإنجليزية)
- جول إم. ريد على موقع قاعدة بيانات الأفلام السويدية (السويدية)
- جول إم. ريد على موقع قاعدة بيانات الفيلم (الإنجليزية)
- جول إم. ريد على موقع كينوبويسك (الروسية)